# Sushi pizza

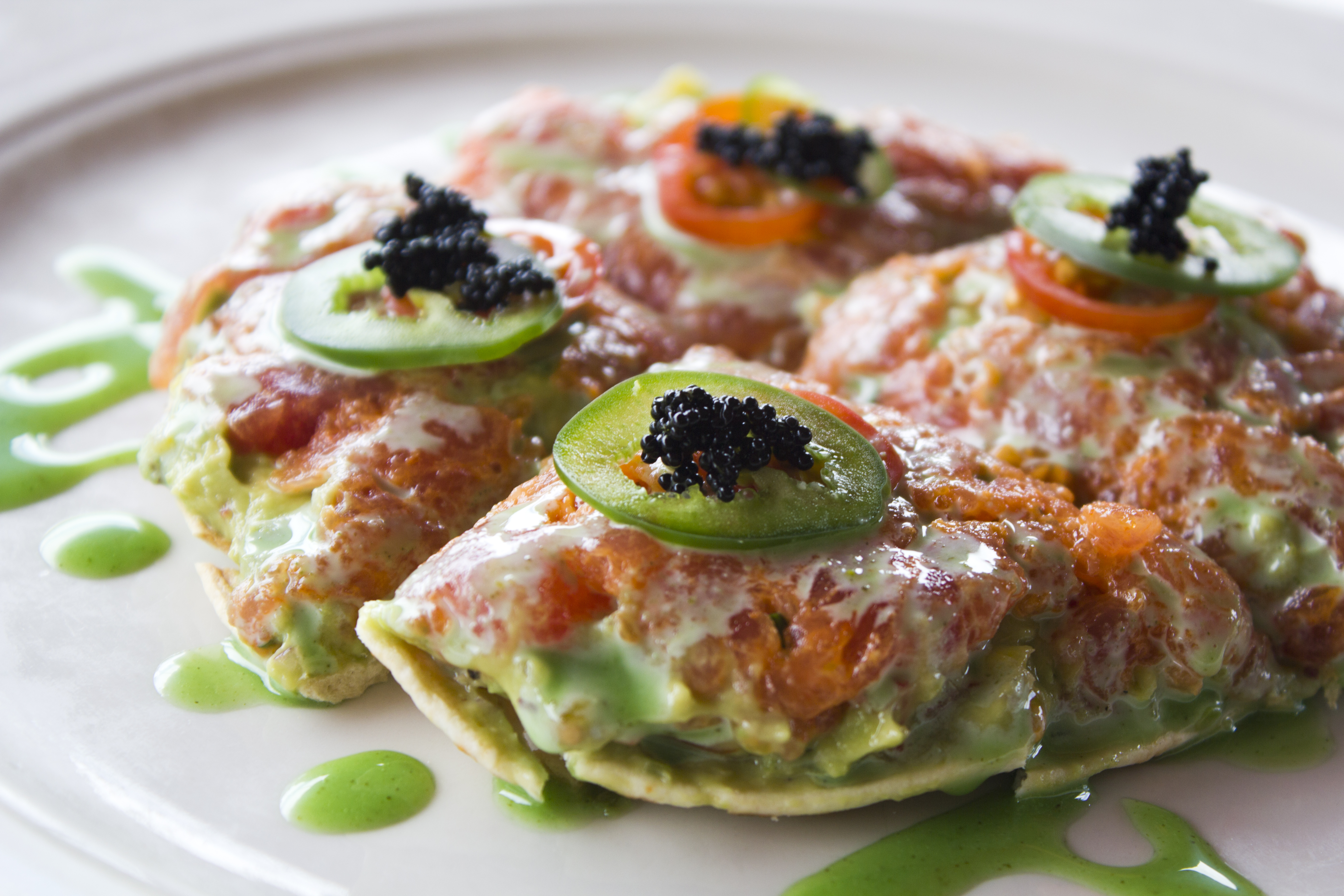

Sushi pizza (denominada también como: Toronto Sushi Pizza) es un tipo de pizza (más parecido a una tosta) servido en Toronto (Canadá)  y muy popular también en algunas ciudades del Noreste de Estados Unidos,  que comienza a extenderse a otras partes del mundo. Algunos autores mencionan que el origen del plato se centra en una pequeña localidad denominada Three Houses (Barbados). Se trata de una mezcla de conceptos entre el sushi japonés y la pizza italiana.

## Características

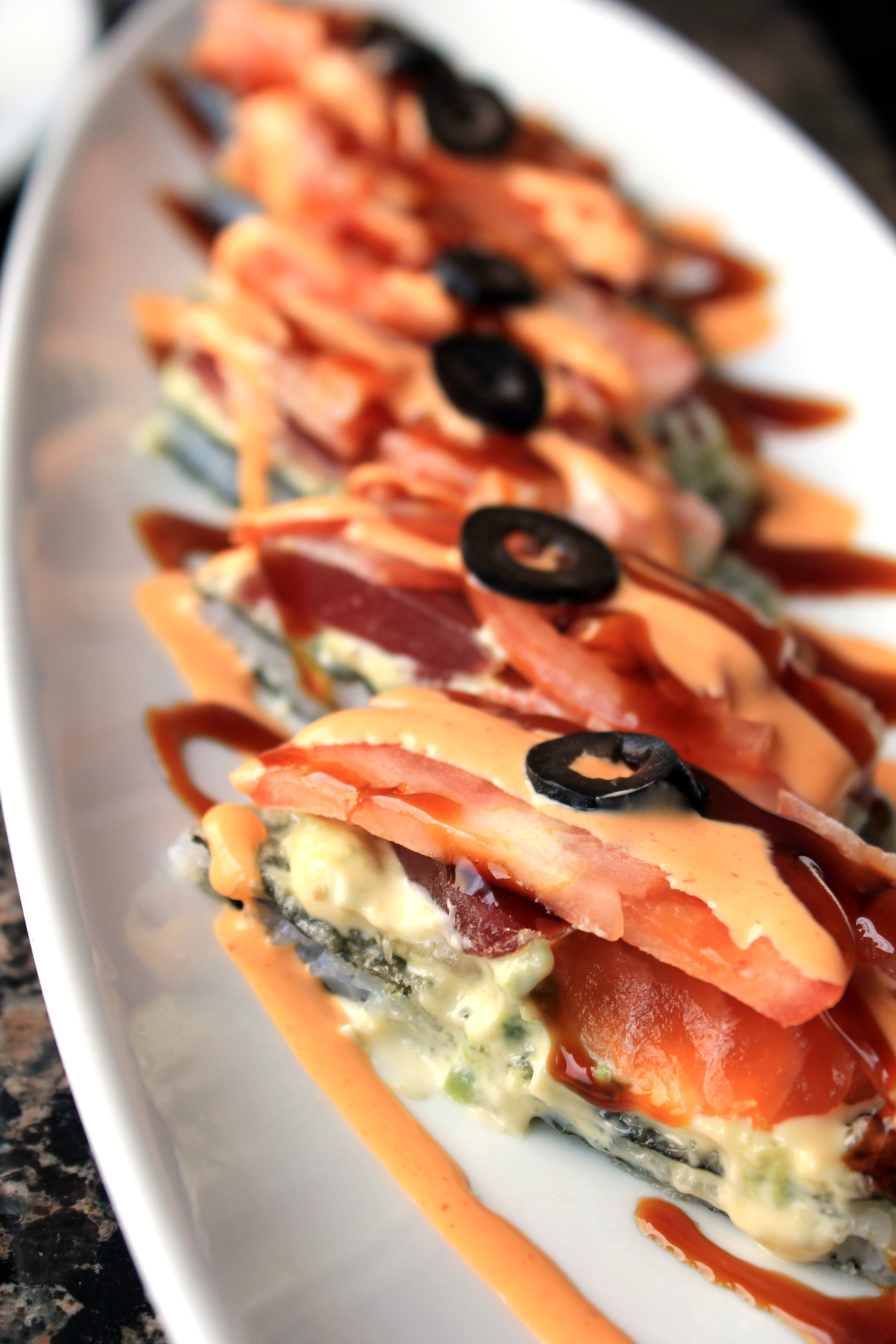
Sushi pizza.
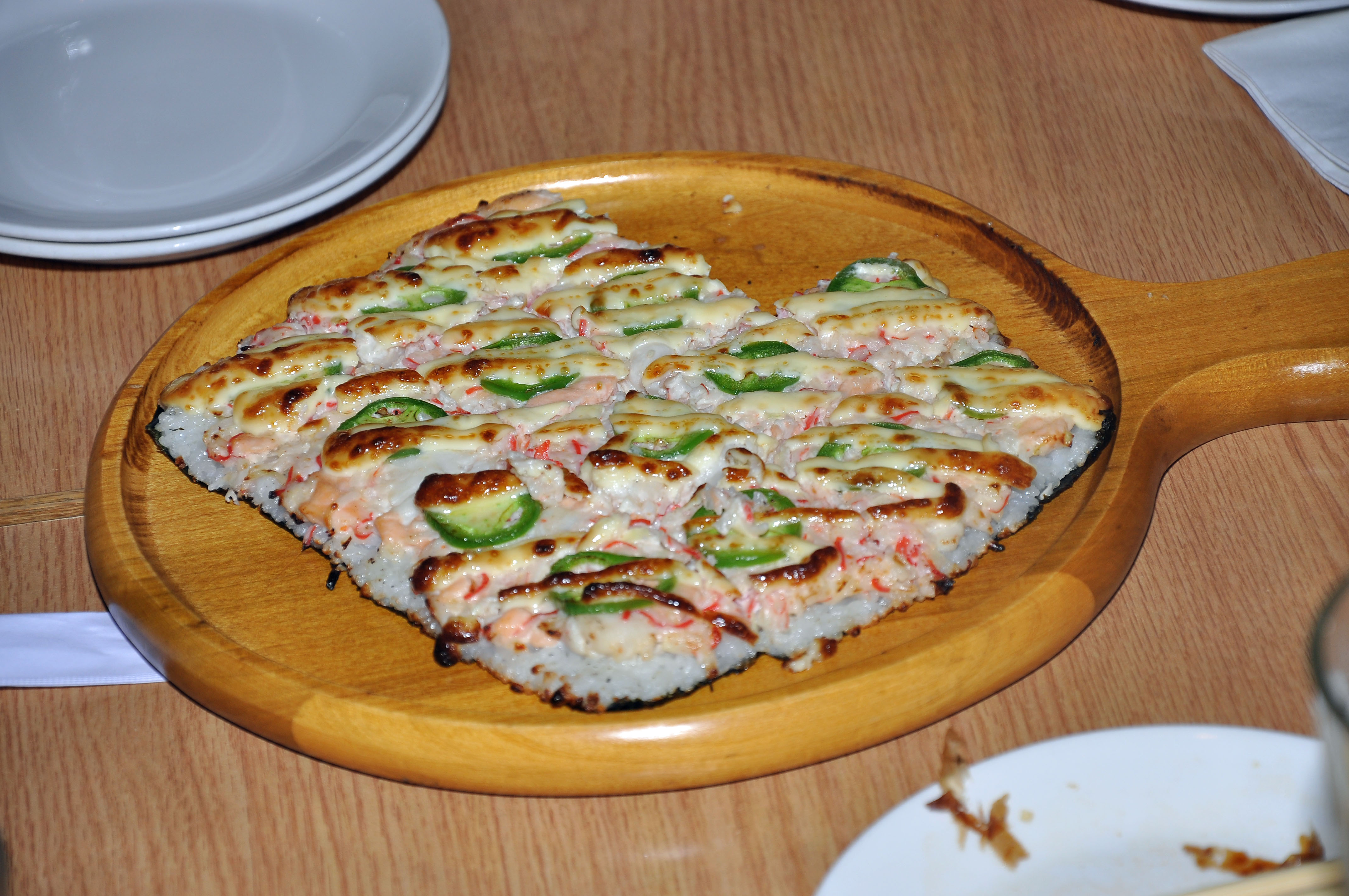
Sushi pizza proveniente de un restaurante hawaiano.

Esta especie de pizza/tosta se elabora con arroz glutinoso frito que hace de la base de la pizza (una especie de pastel de arroz), sobre ella se pone el salmón (se puede emplear igualmente atún u otro pescado de la zona) y sobre él aguacate. A veces se decora con wasabi, mayonesa, nori y huevas de pescado. El empleo de pescado crudo hace que en algunos autores aparezca como Sashimi Sushi Pizza.
Las  hay de mayor tamaño, veganas, caracterizadas por la incorporación de algas comestibles.